# Būr Kheyl (ort i Iran)
Būr Kheyl (persiska: بور خيل) är en ort i Iran.   Den ligger i provinsen Mazandaran, i den norra delen av landet, 150 km nordost om huvudstaden Teheran. Būr Kheyl ligger 136 meter över havet och antalet invånare är 803.
Terrängen runt Būr Kheyl är kuperad åt sydost, men åt nordväst är den platt.Runt Būr Kheyl är det ganska glesbefolkat, med 34 invånare per kvadratkilometer. Närmaste större samhälle är Bālā Sar Rost, 17,4 km nordväst om Būr Kheyl. I omgivningarna runt Būr Kheyl växer huvudsakligen savannskog.